# Jesper Olofsson
Jesper Olofsson, född 7 april 1992 i Örnsköldsvik, är en svensk ishockeyforward som spelar för Modo Hockey i SHL. Han är äldre bror till ishockeyspelaren Victor Olofsson.
Olofsson har Modo HK som moderklubb. Säsongen 2010/2011 spelade han fem matcher för klubbens A-lag i SHL. Påföljande säsong utlånades han till IK Oskarshamn och IF Björklöven. Inför säsongen 2012/2013 värvades han till den danska ishockeyklubben Odense Bulldogs, med vilka han noterades för 34 poäng på 37 spelade matcher i den danska högstaligan. Han skrev kontrakt med BIK Karlskoga 2014/2015. Säsongen därpå, 2015/2016, skrev han kontrakt med Karlskrona HK i SHL. Där var han en av lagets bäste poänggörare med 26 poäng (13+13) under 52 matcher. Inför säsongen 2016/2017 skrev han på ett tvåårskontrakt med Skellefteå AIK. Inför säsongen 2018/2019 skrev han på ett tvåårskontrakt med Färjestad BK. Den 12 mars 2020 gjorde Olofsson fem mål i Färjestads match mot Växjö Lakers. Denna notering, fem mål i samma match, är klubbrekord i Färjestad BK.
Han skrev kontrakt med AHL-klubben Rochester Americans inför säsongen 2020/2021. Han valde dock att bryta avtalet för att istället skriva på för SC Bern i NLA. Han noterades för 23 poäng (varav 10 mål) på 32 spelade matcher.

## Klubbar
- Modo Hockey Moderklubb - 2012
- Odense Bulldogs 2012-2013
- Almtuna IS 2013-2014
- BIK Karlskoga 2014-2015
- Karlskrona HK 2015-2016
- Skellefteå AIK 2016-2018
- Färjestad BK 2018-2020
- SC Bern 2020-2021
- SCL Tigers 2021-